# Atletika na Letních olympijských hrách 1952 – 100 metrů ženy
 Běh na 100 metrů žen na Letních olympijských hrách 1952 se uskutečnil ve dnech 21. a 22. července v Helsinkách. 

## Výsledky finálového běhu
| *                | jméno                 | země                   | čas  |
| ---------------- | --------------------- | ---------------------- | ---- |
| Zlatá medaile    | Marjorie Jacksonová   | Austrálie              | 11,5 |
| Stříbrná medaile | Daphne Hasenjägerová  | Jihoafrická unie       | 11,8 |
| Bronzová medaile | Shirley Stricklandová | Austrálie              | 11,9 |
| 4                | Winsome Crippsová     | Austrálie              | 11,9 |
| 5                | Maria Sanderová       | Německo                | 12,0 |
| 6                | Mae Faggsová          | Spojené státy americké | 12,1 |